# Ди Оливейра, Педру Луис
Педру Луис Бурман ди Оливейра (порт.-браз. Pedro Luiz Burmann de Oliveira; род. 17 февраля 1992, Порту-Алегри-ду-Норти, Мату-Гросу) — бразильский легкоатлет, специалист по бегу на короткие дистанции. Выступает за сборную Бразилии по лёгкой атлетике с 2011 года, чемпион Южной Америки, серебряный и бронзовый призёр иберо-американских чемпионатов, многократный победитель первенств национального значения, участник двух летних Олимпийских игр.

## Биография
Педру Луис ди Оливейра родился 17 февраля 1992 года в муниципалитете Порту-Алегри-ду-Норти, штат Мату-Гросу.
Первого серьёзного успеха на международном уровне добился в сезоне 2011 года, когда вошёл в состав бразильской сборной и выступил на юниорском южноамериканском первенстве в Медельине, где вместе с соотечественниками одержал победу в зачёте эстафеты 4 × 400 метров.
В 2012 году в эстафете 4 × 400 метров занял четвёртое место на иберо-американском чемпионате в Баркисимето. На молодёжном южноамериканском первенстве в Сан-Паулу победил в индивидуальном беге на 400 метров и в эстафете 4 × 400 метров.
Будучи студентом, в 2013 году представлял Бразилию на Всемирной Универсиаде в Казани — в дисциплине 200 метров сошёл с дистанции на предварительном квалификационном этапе, тогда как в дисциплине 400 метров финишировал в финале шестым. Бежал эстафету 4 × 400 метров на чемпионате мира в Москве, показал в финале седьмой результат.
В 2014 году в эстафете 4 × 400 метров занял седьмое место на впервые проводившемся чемпионате мира по легкоатлетическим эстафетам в Нассау. На домашнем иберо-американском чемпионате в Сан-Паулу получил серебро в беге на 400 метров и в эстафете 4 × 400 метров. В 400-метровой дисциплине финишировал пятым на Панамериканском спортивном фестивале в Мехико.
В 2015 году в эстафете 4 × 400 метров стал пятым на эстафетном чемпионате мира в Нассау и на Панамериканских играх в Торонто, стартовал на чемпионате мира в Пекине и на Всемирных военных играх в Мунгёне.
В 2016 году на домашнем иберо-американском чемпионате в Рио-де-Жанейро взял бронзу в беге на 400 метров и был дисквалифицирован в эстафете 4 × 400 метров. Благодаря череде успешных выступлений удостоился права защищать честь страны на летних Олимпийских игра в Рио-де-Жанейро — в программе эстафеты 4 × 400 метров благополучно вышел в финал и занял итоговое восьмое место.
В 2021 году среди прочего выиграл эстафету 4 × 400 метров на чемпионате Южной Америки в Гуаякиле. Принимал участие в Олимпийских играх в Токио — на сей раз стартовал в смешанной эстафете 4 × 400 метров, в финал не вышел.
В 2022 году выиграл бронзовую медаль в дисциплине 400 метров на чемпионате Южной Америки в помещении в Кочабамбе.